# Jochum Falkena
Johan Jacobus Gerardus Sijbrandus (Jochum) Falkena (Witmarsum, 11 juni 1881 – Heerenveen, 29 april 1963) was een Nederlands burgemeester, die lid was van de Vrijzinnig Democratische Bond (VDB). Hij was onder andere burgemeester van Ooststellingwerf (1918-1928), Schoterland (1928-1934), Opsterland (1946-1947) en Heerenveen (1934-1946). Ook is hij gemeentesecretaris geweest. 
Falkena maakte, nadat de VDB was opgegaan in de PvdA, met onder andere Pieter Oud, de Groningse burgemeester Pieter Willem Jacob Henri Cort van der Linden en oud-kamerlid Klaas Bijlsma deel uit van het Comité ter voorbereiding van een Democratische Volkspartij (Comité-Oud). Dat comité had als doel een niet-socialistische volkspartij op te richten.
In januari 1948 besloot het Comité-Oud te fuseren met de in maart 1946 opgerichte liberale Partij van de Vrijheid, die onder leiding stond van Dirk Stikker. De nieuwe liberale partij die daaruit ontstond kreeg de naam Volkspartij voor Vrijheid en Democratie (VVD). Falkena is lid geweest van het hoofdbestuur van de VVD. Falkena zat van 1919 tot 1961 in de Provinciale Staten van Friesland.
Hij behoorde tot de Nederlands Hervormde kerk. 